# الیوت گلدنتال
اِلیوت گُلدِنتال (به انگلیسی: Elliot Goldenthal) (زاده ۲ مه ۱۹۵۴) آهنگساز معاصر اهل آمریکا است که در سال ۲۰۰۲ به خاطر ساخت موسیقی متن فیلم فریدا به کارگردانی جولیا تیمور، جایزه اسکار بهترین موسیقی فیلم را از آن خود کرد. واپسین ساخته‌های او در بخش موسیقی فیلم، ساخت موسیقی دو فیلم طوفان و رؤیای شب نیمه تابستان (هر دو از نمایش‌نامه‌های ویلیام شکسپیر) به کارگردانی جولیا تیمور در سال‌های ۲۰۱۰ و ۲۰۱۵ بوده‌است.

## کارهای برجسته
- ۱۹۹۱ : جزیره بزرگ
- ‌۱۹۹۴ : مصاحبه با خون‌آشام (نامزد جایزه اسکار)
- ۱۹۹۴ : کوب
- ۱۹۹۵ : بتمن برای همیشه
- ۱۹۹۶ : مایکل کولین (نامزد جایزه اسکار)
- ۱۹۹۷ : بتمن و رابین
- ۲۰۰۱ : فاینال فانتزی: ارواح درون
- ۲۰۰۲ : فریدا (برنده جایزه اسکار)
- ۲۰۱۰ : دشمنان ملت